# Eutelsat Quantum
Eutelsat Quantum ist ein kommerzieller Kommunikationssatellit der Eutelsat.

## Mission
Der Satellit wurde im Rahmen eines Partnerschaftsprojekts der Europäischen Weltraumagentur ESA mit Airbus und Eutelsat entwickelt. Die Kommunikationsnutzlast wurde von Airbus in Großbritannien im Rahmen des ESA-Programms Advanced Research in Telecommunications Systems (ARTES) entworfen und gebaut. Sie wurde dabei von der britischen Raumfahrtbehörde und von Airbus in Spanien (verantwortlich für die aktive Mehrstrahl-Antennennutzlast) unterstützt.
Er wurde am 30. Juli 2021 mit einer Ariane 5-Trägerrakete vom Raketenstartplatz Raumfahrtzentrum Guayana (zusammen mit Star One D2) in eine geostationäre Umlaufbahn gebracht.

## Technik
Laut der Europäische Weltraumagentur handelt es sich bei dem im Jahr 2015 bei Airbus bestellten Satelliten um den „ersten kommerziellen, voll flexiblen softwaredefinierten Satelliten der Welt.“ Bislang werden Satelliten auf den jeweiligen Verwendungszweck maßgeschneidert. Er soll für Datenübertragungen und sichere Kommunikation zu jedem Gebiet der Erde eingesetzt werden und kann auf sich ändernde Anforderungen reagieren. Der Satellit ist mit einer elektronisch schwenkbaren Empfangsantenne „ELSA+“ (ELectronically Steerable Antenna+) ausgestattet und arbeitet im Ku-Band mit acht unabhängigen, rekonfigurierbaren Beams. Diese können so umgelenkt werden, dass sie sich nahezu in Echtzeit bewegen („Beam Hopping“), um Informationen an Passagiere an Bord von sich bewegenden Schiffen oder Flugzeugen zu liefern. Die Strahlen können auch so eingestellt werden, dass sie bei erhöhter Nachfrage auch mehr Daten liefern. Quantum ist in der Lage, unkontrollierte Emissionen zu erkennen und zu charakterisieren, sodass er dynamisch auf unbeabsichtigte Störungen oder absichtliche Blockierungen reagieren kann.
Der dreiachsenstabilisierte Satellit ist mit acht steuerbaren Ku-Band Transpondern ausgerüstet und soll von der Position 48° Ost aus Westafrika bis Asien mit Telekommunikationsdienstleistungen versorgen. Er wurde auf Basis des Satellitenbus SSTL GMP-T der Surrey Satellite Technology gebaut und besitzt eine geplante Lebensdauer von 15 Jahren.